# قمة العائلة الملكية
قمة العائلة الملكية (بالإنجليزية: Crest of the Royal Family)‏ هي سلسلة مانغا يابانية من تأليف تشيكو هوسوكاوا. تنشر في مجلة برينسس منذ 1976. فازت في عام 1990 بجائزة شوغاكوكان للمانغا في فئة الشوجو.